# Kirchensittenbach
Kirchensittenbach – miejscowość i gmina w Niemczech, w kraju związkowym Bawaria, w rejencji Środkowa Frankonia, w regionie Industrieregion Mittelfranken, w powiecie Norymberga. Leży w Okręgu Metropolitarnym Norymbergi, w Jurze Frankońskiej, około 26 km na północny wschód od Norymbergi i ok. 10 km na północny wschód od Lauf an der Pegnitz. Gmina w takim kształcie funkcjonuje od reformy administracyjnej w 1972.

## Dzielnice
W skład gminy wchodzą następujące dzielnice: 
| - Algersdorf - Aspertshofen - Dietershofen - Entmersberg - Hillhof - Hohenstein - Hopfengartenmühle - Kirchensittenbach - Kleedorf - Kreppling - Menschhof | - Morsbrunn - Oberkrumbach - Obermühle - Siglitzberg - Siglitzhof - Steinensittenbach - Stöppach - Treuf - Unterkrumbach - Wallsdorf |

## Polityka
Wójtem od 1996 jest Peter Stief. Rada gminy składa się z 14 członków:
|      | CSU | SPD | Grupa Wyborcza | Bezpartyjni | Razem     |
| 2002 | 3   | 1   | 6              | 4           | 14 miejsc |

## Zabytki i atrakcje

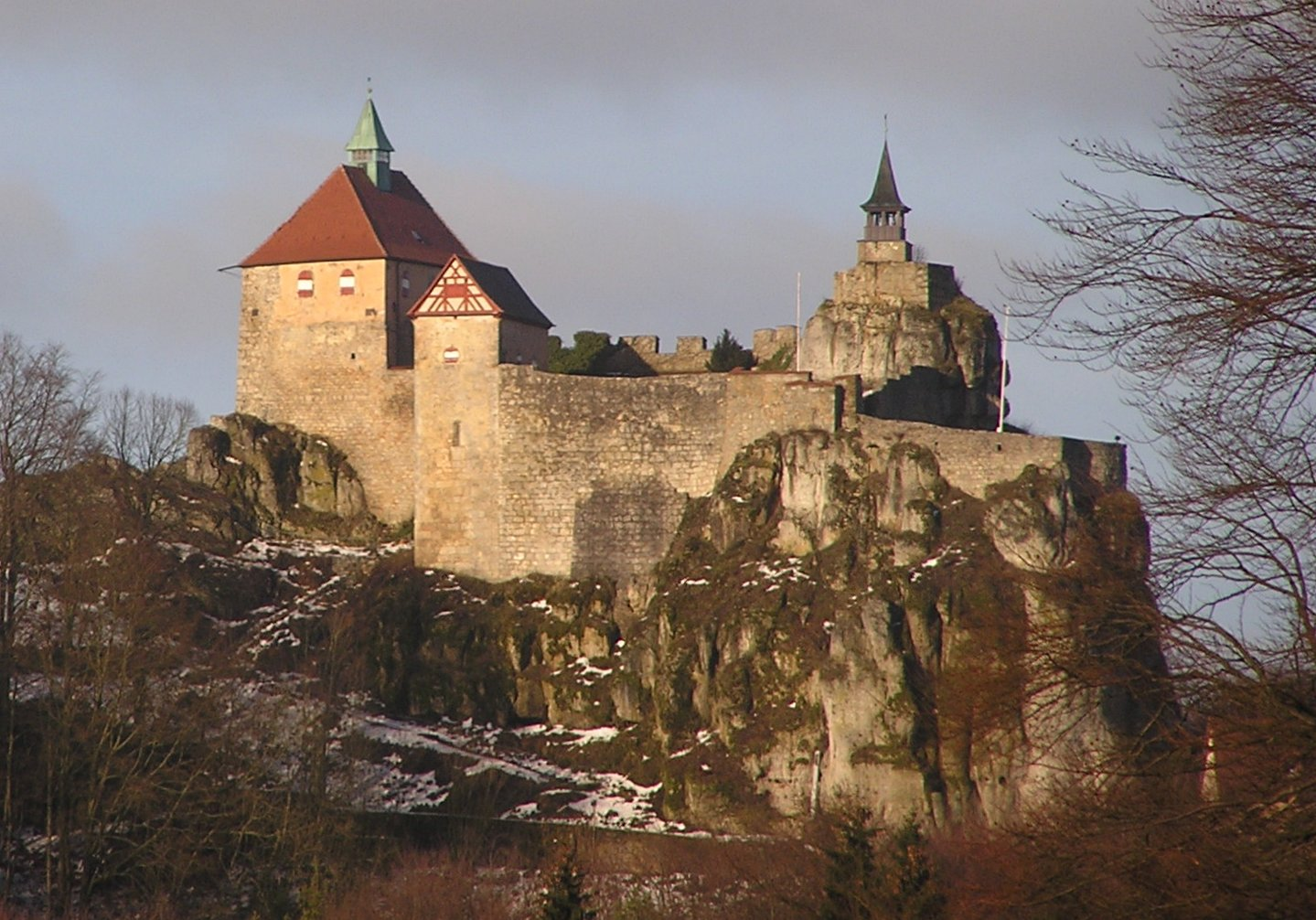
Zamek Hohenstein

- Kościół pw. św. Bartłomieja (St. Bartholomäus)
- zamek Tetzel
- zamek Hohenstein; pierwsze wzmianki z 1163